# Madam C. J. Walker

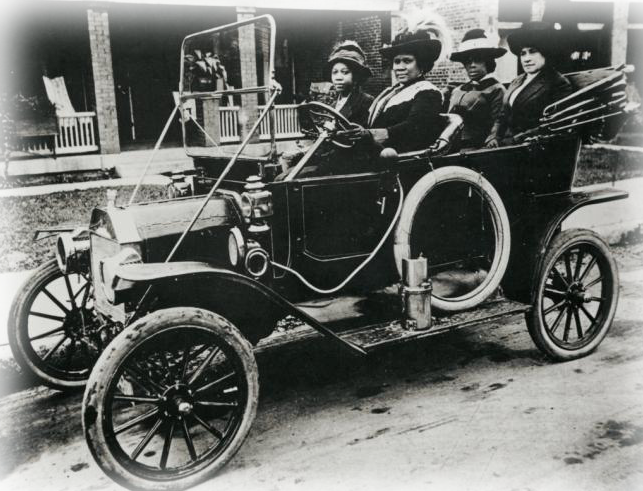
Madam Walker i diverses de les seves amigues en un automòbil.

Madam C. J. Walker   (Delta, 23 de desembre de 1867 - Irvington, 25 de maig de 1919), nascuda Sarah Breedlove, va ser una empresària i filantropa estatunidenca, considerada la primera dona afroamericana a convertir-se en milionària als Estats Units. Va fer la seva fortuna desenvolupant i venent una reeixida línia de productes de bellesa i per al cabell per a dones amb leucèmia.

## Biografia
Sarah Breedlove va néixer el 23 de desembre de 1867 a Delta, Louisiana. Va tenir una germana anomenada Louvenia i quatre germans: Alexander, James, Solomon, i Owen Jr. Sarah, els seus pares i germans més grans van ser esclaus en la plantació Madison Parish de Robert W. Burney. Ella va ser la primera filla en la seva família a néixer en llibertat després de la Proclamació d'Emancipació. La seva mare va morir l'any 1872, possiblement de còlera. El seu pare es va tornar a casar i va morir poc després. Sarah, havent quedat òrfena als seus sis anys, es va mudar amb la seva germana més gran i el seu cunyat, Willie Powell. Quan tenia 14 anys es va casar amb Moses McWilliams per escapar del maltractament de Powell, i tres anys després va néixer la seva filla, Lelia McWilliams. Quan Sarah tenia 20 anys i Lelia només dos, el seu espòs va morir. Poc després es va mudar a Sant Luis, on vivien els seus altres tres germans. Tots eren barbers en una barberia de la població. Va aconseguir treball com a bugadera, i encara que amb prou feines guanyava una mica més d'un dòlar per dia, estava decidida a aconseguir prou diners perquè la seva filla pogués rebre una educació formal.

## Trajectòria
Com moltes dones de l'època, Sarah va sofrir la caiguda del seu cabell i problemes en el cuir cabellut degut principalment a una dieta deficient, escassos hàbits d'higiene i productes com la sosa càustica, que eren inclosos tant en els sabons per rentar la roba com en els de la neteja del cabell. Per llavors, la majoria dels nord-americans no comptava amb aigua corrent en les seves llars ni calefacció, per la qual cosa es banyaven i es rentaven el cabell amb poca freqüència. Al principi ella va aprendre sobre la cura del cabell dels seus germans barbers.

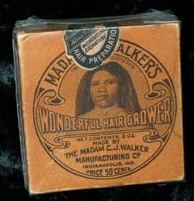
El Wonderful Hair Grower de Madame C.J. Walker com a part de la col·lecció permanent del Museu dels Nens d'Indianapolis.

Aproximadament per a la Fira Mundial de 1904, va esdevenir venedora a comissió dels productes Annie Turnbo Malone, una emprenedora (també afroamericana) de productes per tenir cura del cabell per afroestatunidencs. Mentre treballava amb Annie Malone, va aprendre i va adaptar els seus coneixements sobre el cabell i productes per a tenir-ne cura. Es va traslladar a Denver per treballar en els seus propis productes, i es va casar amb Charles Joseph Walker, un venedor de publicitat en periòdics. Va començar així a fer-se coneguda com a Madam C.J. Walker, una perruquera i venedora independent de cremes cosmètiques. Charles Walker, va aconsellar-la sobre promoció i publicitat en revistes i periòdics afroamericans, mentre que ella eformava dones perquè fossin «culturistes de la bellesa» i aprenguessin l'art de vendre porta a porta. L'any 1906, Madam Walker va posar la seva filla A'Lelia (McWilliams) a càrrec de les operacions de venda per correu, mentre ella viatjava a través dels estats del sud i l'est dels Estats Units per expandir i promocionar el seu negoci.
Inspirada pel model de la National Association of Colored Women, va començar a organitzar les seves agents de vendes en clubs locals i estatals. L'any 1917 va organitzar la seva primera conferència anual de «Madam Walker Beauty Culturists» a Filadèlfia. Durant la convenció va donar premis a les dones que havien venut la quantitat més gran de productes i atret noves agents de venda, i també a aquelles que havien contribuït amb la quantitat més gran de diners a la caritat en les seves comunitats. Va destacar la importància de la filantropia i la participació política. Això va tenir un impacte enorme en l'expansió del seu negoci. També va començar el seu negoci de venda per correu internacional per mantenir-se al ritme del seu creixent negoci, posant-hi al càrrec la seva filla A'Lelia Walker.
Quan la seva filla Lelia (coneguda com a A'Lelia Walker) va administrar el negoci per correu des de Denver, Madam Walker i el seu espòs van viatjar al llarg dels estats del sud i l'est del país. Es van assentar a Pittsburgh l'any 1908 i van obrir l'Escola Lelia per entrenar «culturistas del cabell». L'any 1910 Walker es va traslladar a Indianapolis, on va establir les seves oficines principals i va construir-hi una fàbrica, un saló de bellesa i una escola de bellesa per entrenar les seves agents de venda. Més endavant hi afegiria un laboratori per col·laborar amb la seva recerca en nous productes i ingredients. El mercat del seu negoci es va estendre més enllà dels Estats Units, arribant a Cuba, Jamaica, Haití, Panamà, Hondures i Costa Rica.
Va començar a ensenyar i entrenar a altres dones negres sobre la independència de la dona, la preparació de pressupostos i la cura de la bellesa per ajudar-las a crear els seus propis negocis. També va donar xerrades sobre temes polítics, econòmics i socials en convencions finançades per institucions negres influents. L'any 1917 va iniciar la convenció del Sindicat de Culturistes del Cabell Walker dels Estats Units, la qual va acabar sent la primera convenció de dones estatunidenques per a la discussió sobre comerç i negocis. Va participar en temes polítics, i va arribar a formar part del comitè executiu de Protesta de la Marxa Silenciosa; una demostració pública de més de 8.000 afroestatunidecs duta a terme el 28 de juliol de 1917 com una marxa silenciosa per la Cinquena Avinguda de Nova York, per protestar contra els linxaments que ocorrien aquells anys i exigir justícia. Va ser una de les primeres manifestacions massives d'aquest tipus, guiada per líders coneguts com ara James Weldon Johnson i W.E.B. Du Bois, per instar el president Woodrow Wilson a defensar les vides dels ciutadans negres. La marxa va acabar en un disturbi en el qual van morir trenta-nou afroamericans.

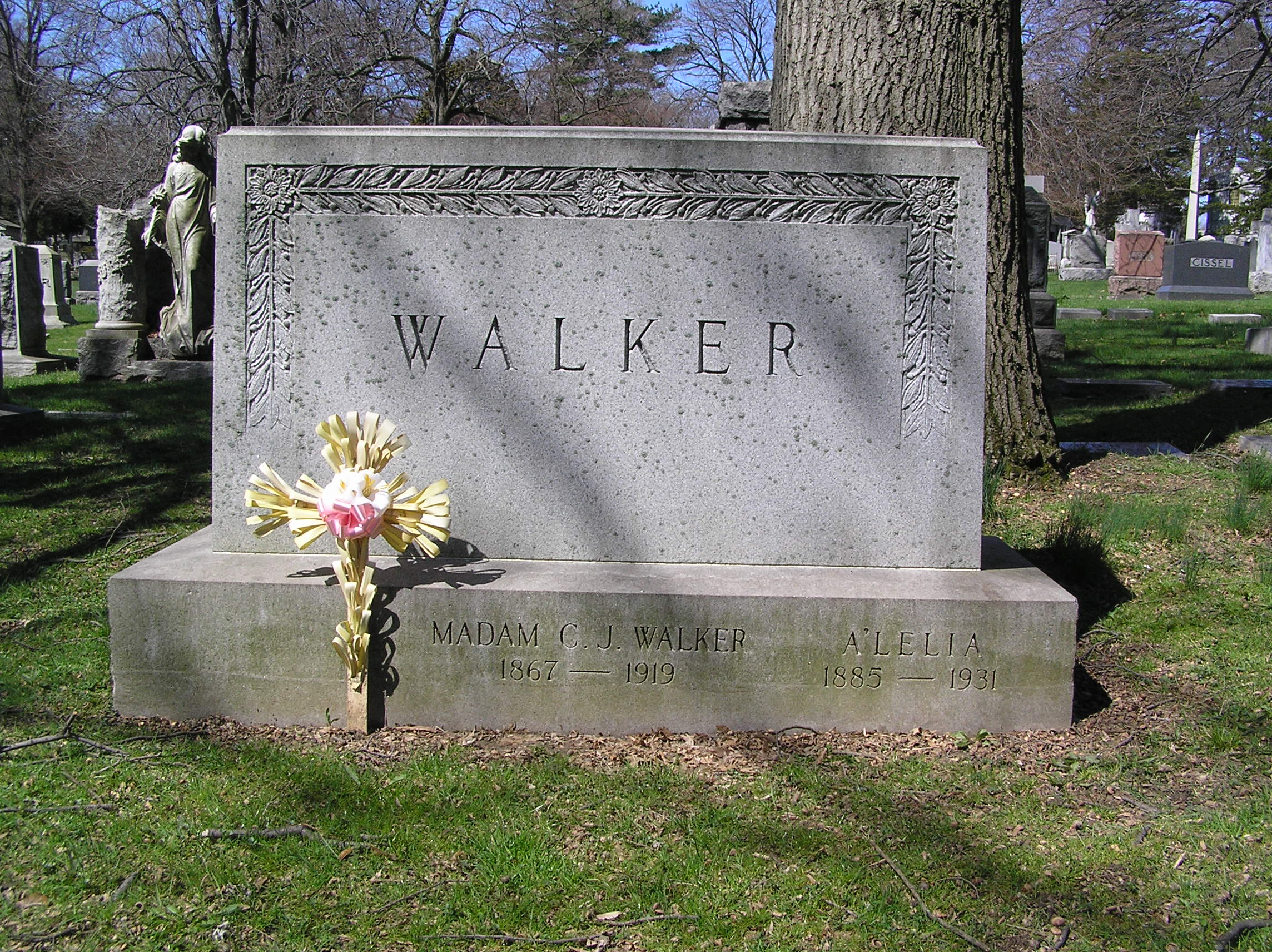
La tomba de Madam C. J. Walker.

L'any 1917, va contractar a Vertner Tandy, el primer arquitecte negre certificat en l'estat de Nova York i membre fundador de la fraternitat Alpha Phi Alpha, perquè dissenyés una casa per a ella a Irvington, Nova York, que va ser anomenada Villa Lewaro. La casa va costar 250.000 dòlars de l'època, uns 3,2 milions de dòlars en l'actualitat. Es va mudar a la Villa Lewaro el maig de 1918 i va organitzar una festa d'inauguració en honor d'Emmett Scott, en aquell moment secretari assistent d'Assumptes Negres del Departament de Guerra dels Estats Units.
Just abans de la seva mort va donar 5.000 dòlars, equivalent a aproximadament uns 65.000 dòlars a valor actual, al fons anti linxament de la NAACP. Madam C.J. Walker va morir mb cinquanta-un anys a la Villa Lewaro el diumenge 25 de maig de 1919 a causa de complicacions de la seva hipertensió. En el seu testament va deixar dos terços dels seus futurs guanys a la caritat i al seu llegat. Quan va morir era considerada la dona afroamericana més rica dels Estats Units. Segons l'obituari de Walker en el New York Times: «Ella mateixa va dir dos anys enrere [en 1917] que encara no era milionària, però que esperava ser-ho algun dia». La seva filla, A'Lelia Walker, v a passar a ser presidenta de la Madame C.J. Walker Manufacturing Company.

## Homenatges
S'han creat diverses beques i premis en honor de Walker:
- Els premis Madam C. J. Walker per al reconeixement empresarial i comunitari estan patrocinats pel capítol Coalició Nacional de 100 Dones Negres, Oakland / Bay Area. Un dinar anual homenatja Walker i premia a dones destacades de la comunitat amb beques.[14]
- Els premis Spirit han patrocinat el Madame Walker Theatre Center d'Indianapolis. Establert com a homenatge a Walker, el premi anual ha distingit els líders nacionals en emprenedoria, filantropia, compromís cívic i arts des del 2006. Els premis que s'atorguen a persones inclouen el premi Madame CJ Walker Heritage Award, així com premis per a joves empresaris i llegats.[15]
- Walker va ser considerada membre al National Women's Hall of Fame de Seneca Falls, Nova York, el 1993.[16]
- El 1998, el Servei Postal dels Estats Units va emetre un segell commemoratiu de Madam Walker com a part de la seva Black Heritage Series.[17][18]